# 1974 no teatro

## Nascimentos
| Data       | Nome           | Profissão | Nacionalidade | Observações | Ref |
| ---------- | -------------- | --------- | ------------- | ----------- | --- |
| 5 de julho | Kim Byung-chul | ator      | Coreia do Sul |             |     |

## Mortes
| Data        | Nome                  | Profissão                                          | Nacionalidade | Observações | Ref |
| ----------- | --------------------- | -------------------------------------------------- | ------------- | ----------- | --- |
| 6 de Julho  | Francis Blanche       | autor, actor e humorista                           | França        | n. 1921     |     |
| 16 de Julho | Oduvaldo Vianna Filho | dramaturgo, actor e director de teatro e televisão | Brasil        | n. 1936     |     |